# Mystacides longicornis
Mystacides longicornis är en nattsländeart som först beskrevs av Carl von Linné 1758.  Mystacides longicornis ingår i släktet Mystacides och familjen långhornssländor. Arten är reproducerande i Sverige. Inga underarter finns listade i Catalogue of Life.

## Bildgalleri

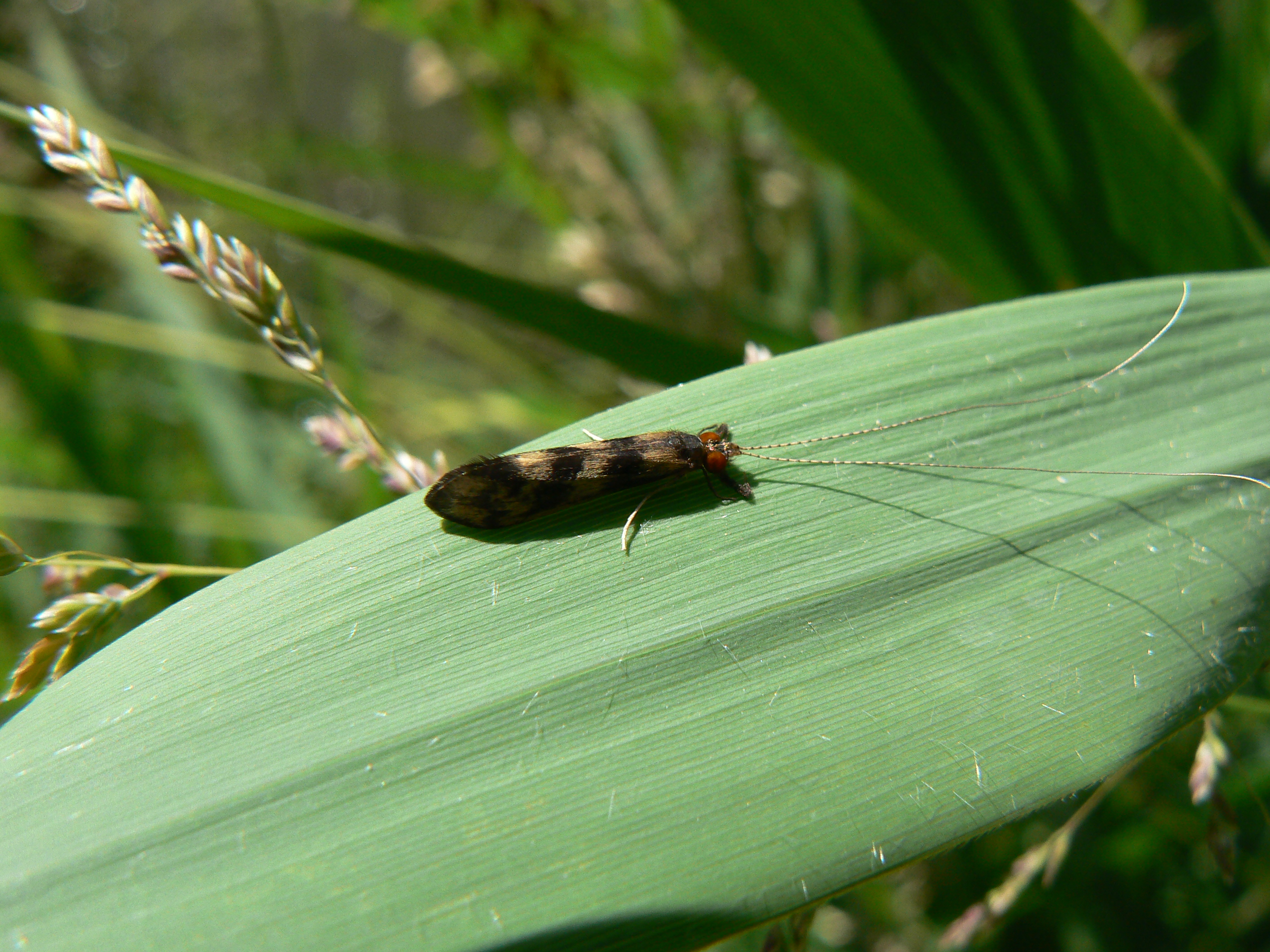
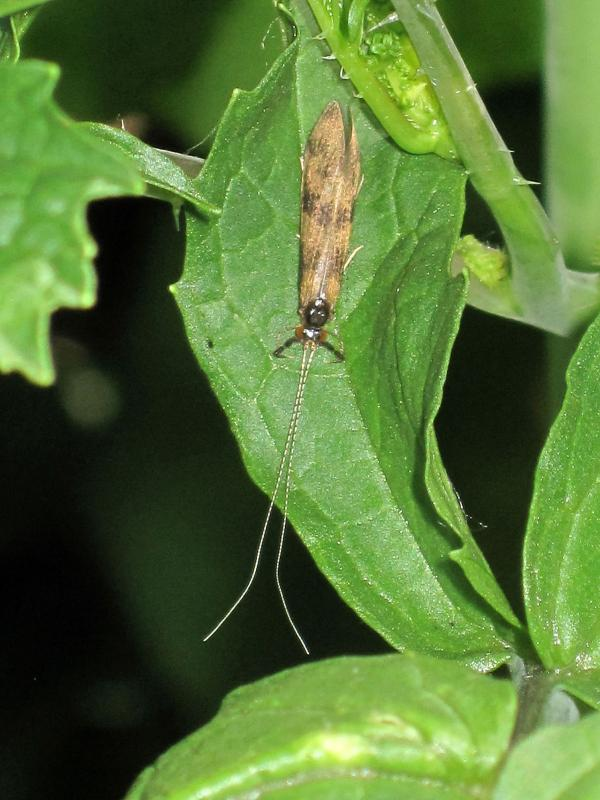
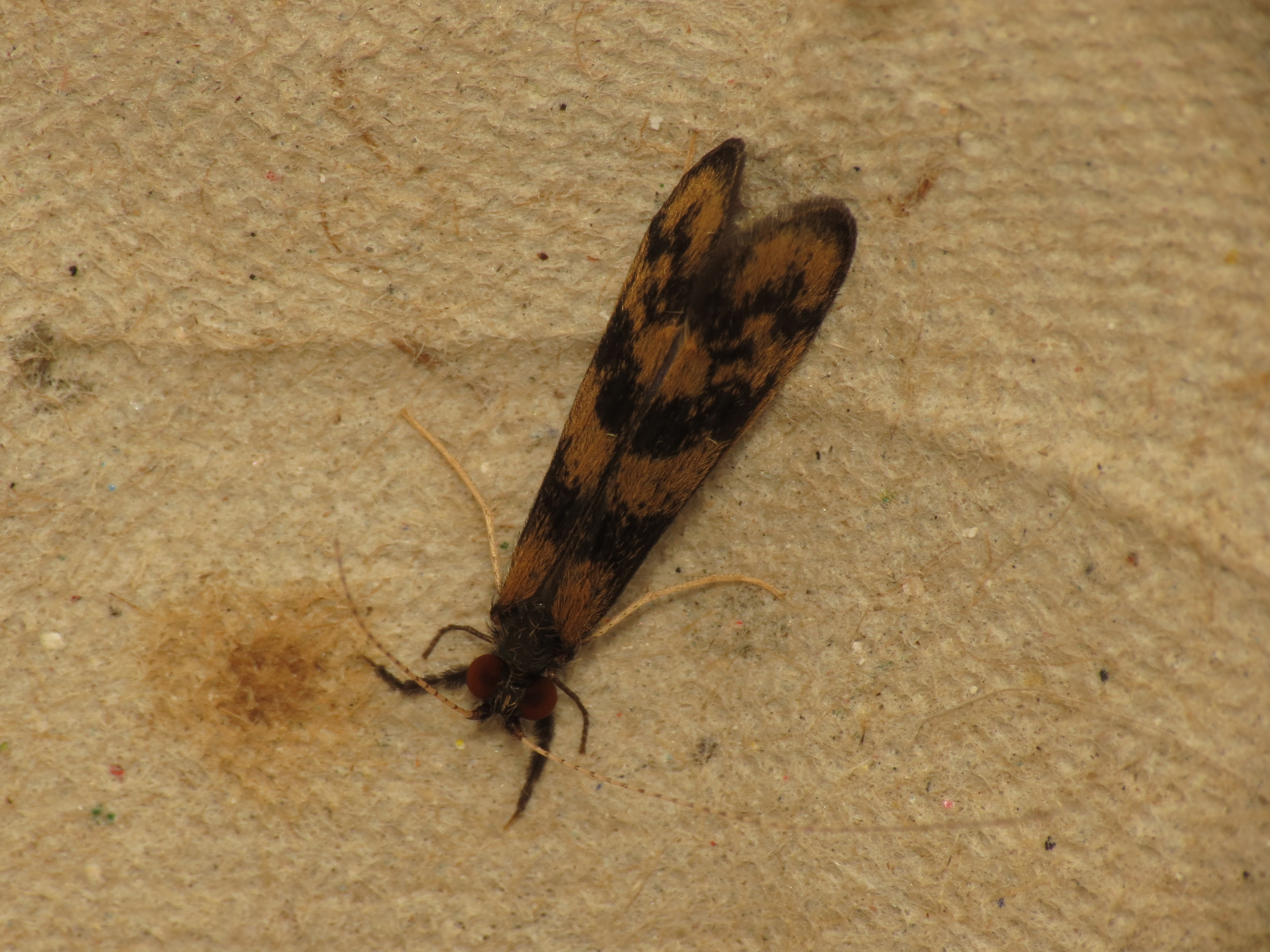
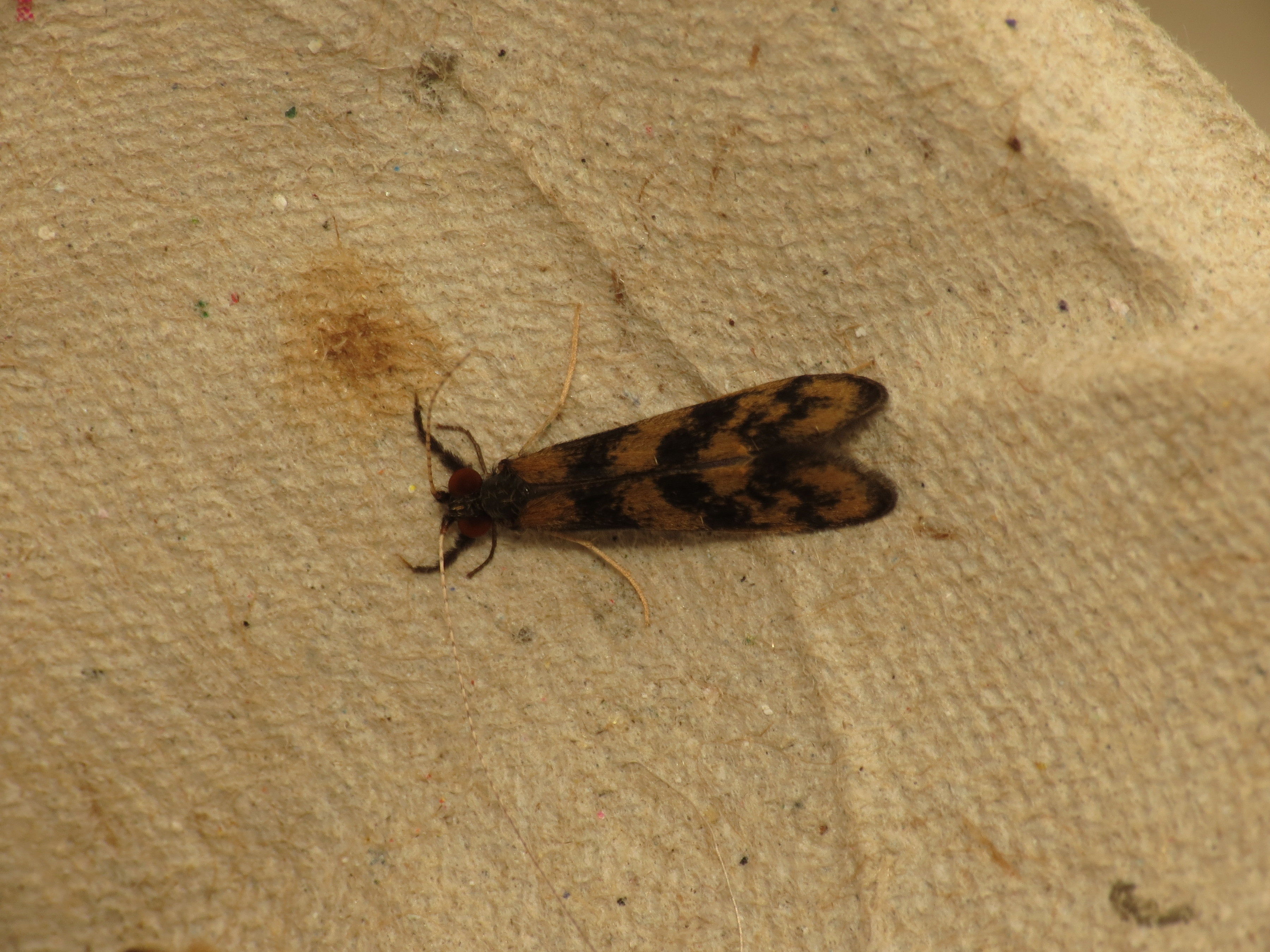
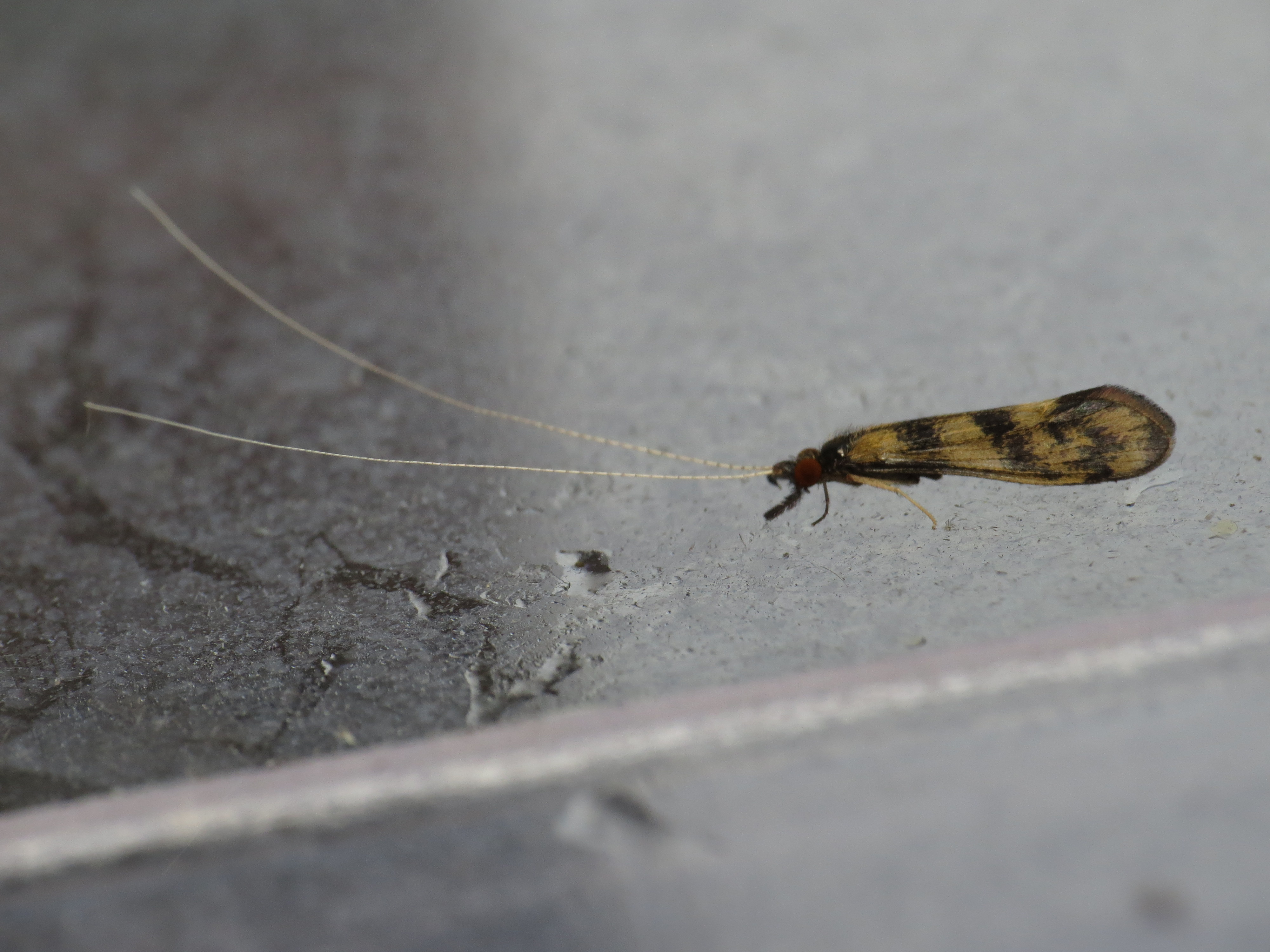